# Sì... amor/Il sole nel cuore
Sì... amor/Il sole nel cuore è un singolo del cantante italiano Gino Latilla, pubblicato su vinile a 78 giri dall'etichetta discografica Fonit Cetra nel 1958 (numero di catalogo: AC 3352).
Sì... amor è la versione in italiano di All the Way, canzone incisa l'anno prima da Frank Sinatra ed interpretata in seguito da vari interpreti quali Billie Holiday, Neil Sedaka e più recentemente Céline Dion, mentre in italiano, oltre che da Latilla, è stata eseguita tra gli altri da Natalino Otto, Jula de Palma e Mina.
Il sole nel cuore è la versione in italiano di April Love, canzone pubblicata originariamente da Pat Boone nel 1957 come colonna sonora del film omonimo, che anche nell'edizione in italiano uscì con lo stesso titolo del brano.